# Tournoi de tennis de Chine
Ne pas confondre avec le tournoi de tennis de Canton
Le tournoi de Chine est un tournoi de tennis du circuit féminin (WTA) et masculin (ATP).
Depuis 2004, l'épreuve est organisée chaque année, la seconde quinzaine de septembre, sur dur et en extérieur à Pékin.
En 2009, dans le cadre de la réforme du calendrier WTA, l'épreuve devient de catégorie dite Premier Mandatory : toute joueuse dont le classement lui permet d'intégrer la compétition a l'obligation théorique de s'y présenter, sous peine de sanctions financières.
Le tournoi masculin a lui aussi été promu en 2009 en devenant ATP 500.

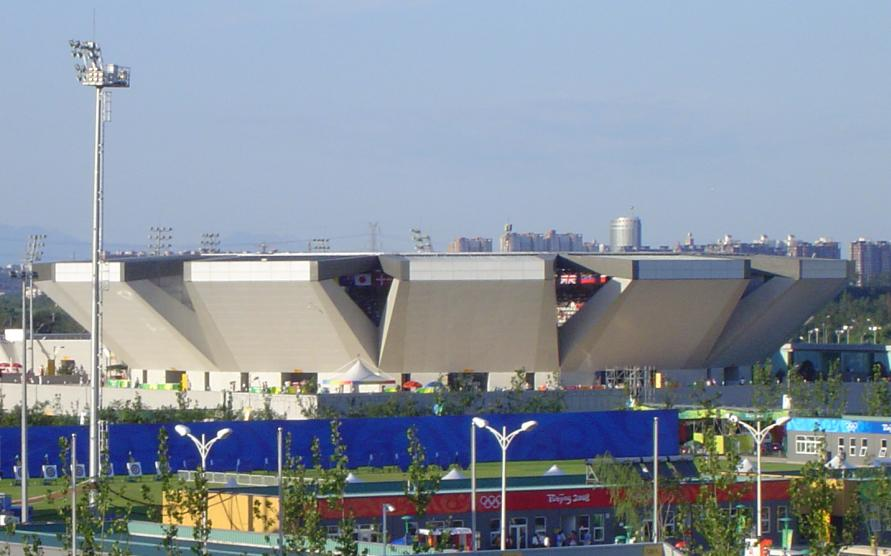
Olympic Green Tennis Center

## Palmarès dames

### Simple
| No | Date       | Nom et lieu du tournoi  | Catégorie      | Dotation       | Surface        | Vainqueure          | Finaliste            | Score          |                |
| -- | ---------- | ----------------------- | -------------- | -------------- | -------------- | ------------------- | -------------------- | -------------- | -------------- |
| 1  | 14-02-1994 | Nokia Open, Pékin       | Tier IV        | 100 000 $      | Dur (int.)     | Yayuk Basuki        | Kyoko Nagatsuka      | 6-4, 6-2       | Tableau        |
| 2  | 25-09-1995 | Nokia Open, Pékin       | Tier IV        | 107 500 $      | Dur (ext.)     | Linda Wild          | Wang Shi-ting        | 7-5, 6-2       | Tableau        |
| 3  | 14-10-1996 | Nokia Open, Pékin       | Tier IV        | 107 500 $      | Dur (int.)     | Wang Shi-ting       | Chen Li Ling         | 6-3, 6-4       | Tableau        |
|    | 1997-1999  | Pas de tournoi          | Pas de tournoi | Pas de tournoi | Pas de tournoi | Pas de tournoi      | Pas de tournoi       | Pas de tournoi | Pas de tournoi |
| 4  | 16-10-2000 | Heineken Open, Shanghai | Tier IVa       | 140 000 $      | Dur (ext.)     | Meghann Shaughnessy | Iroda Tulyaganova    | 7-62, 7-5      | Tableau        |
| 5  | 08-10-2001 | Kiwi Open, Shanghai     | Tier IV        | 140 000 $      | Dur (ext.)     | Monica Seles        | Nicole Pratt         | 6-2, 6-3       | Tableau        |
| 6  | 09-09-2002 | SVW Polo Open, Shanghai | Tier IV        | 140 000 $      | Dur (ext.)     | Anna Smashnova      | Anna Kournikova      | 6-2, 6-3       | Tableau        |
| 7  | 15-09-2003 | Polo Open, Shanghai     | Tier II        | 585 000 $      | Dur (ext.)     | Elena Dementieva    | Chanda Rubin         | 6-3, 7-66      | Tableau        |
| 8  | 20-09-2004 | China Open, Pékin       | Tier II        | 585 000 $      | Dur (ext.)     | Serena Williams     | Svetlana Kuznetsova  | 4-6, 7-5, 6-4  | Tableau        |
| 9  | 19-09-2005 | China Open, Pékin       | Tier II        | 585 000 $      | Dur (ext.)     | Maria Kirilenko     | Anna-Lena Grönefeld  | 6-3, 6-4       | Tableau        |
| 10 | 18-09-2006 | China Open, Pékin       | Tier II        | 600 000 $      | Dur (ext.)     | Svetlana Kuznetsova | Amélie Mauresmo      | 6-4, 6-0       | Tableau        |
| 11 | 17-09-2007 | China Open, Pékin       | Tier II        | 600 000 $      | Dur (ext.)     | Ágnes Szávay        | Jelena Janković      | 6-77, 7-5, 6-2 | Tableau        |
| 12 | 22-09-2008 | China Open, Pékin       | Tier II        | 600 000 $      | Dur (ext.)     | Jelena Janković     | Svetlana Kuznetsova  | 6-3, 6-2       | Tableau        |
| 13 | 03-10-2009 | China Open, Pékin       | PREMIER*       | 4 500 000 $    | Dur (ext.)     | Svetlana Kuznetsova | Agnieszka Radwańska  | 6-2, 6-4       | Tableau        |
| 14 | 02-10-2010 | China Open, Pékin       | PREMIER*       | 4 500 000 $    | Dur (ext.)     | Caroline Wozniacki  | Vera Zvonareva       | 6-3, 3-6, 6-3  | Tableau        |
| 15 | 03-10-2011 | China Open, Pékin       | PREMIER*       | 4 500 000 $    | Dur (ext.)     | Agnieszka Radwańska | Andrea Petkovic      | 7-5, 0-6, 6-4  | Tableau        |
| 16 | 29-09-2012 | China Open, Pékin       | PREMIER*       | 4 828 050 $    | Dur (ext.)     | Victoria Azarenka   | Maria Sharapova      | 6-3, 6-1       | Tableau        |
| 17 | 28-09-2013 | China Open, Pékin       | PREMIER*       | 5 185 625 $    | Dur (ext.)     | Serena Williams     | Jelena Janković      | 6-2, 6-2       | Tableau        |
| 18 | 27-09-2014 | China Open, Pékin       | PREMIER*       | 5 427 105 $    | Dur (ext.)     | Maria Sharapova     | Petra Kvitová        | 6-4, 2-6, 6-3  | Tableau        |
| 19 | 03-10-2015 | China Open, Pékin       | PREMIER*       | 4 720 380 $    | Dur (ext.)     | Garbiñe Muguruza    | Timea Bacsinszky     | 7-5, 6-4       | Tableau        |
| 20 | 01-10-2016 | China Open, Pékin       | PREMIER*       | 5 424 394 $    | Dur (ext.)     | Agnieszka Radwańska | Johanna Konta        | 6-4, 6-2       | Tableau        |
| 21 | 30-09-2017 | China Open, Pékin       | PREMIER*       | 6 381 679 $    | Dur (ext.)     | Caroline Garcia     | Simona Halep         | 6-4, 7-63      | Tableau        |
| 22 | 29-09-2018 | China Open, Pékin       | PREMIER*       | 6 381 679 $    | Dur (ext.)     | Caroline Wozniacki  | Anastasija Sevastova | 6-3, 6-3       | Tableau        |
| 23 | 28-09-2019 | China Open, Pékin       | PREMIER*       | 7 430 905 $    | Dur (ext.)     | Naomi Osaka         | Ashleigh Barty       | 3-6, 6-3, 6-2  | Tableau        |
|    | 2020-2022  | Pas de tournoi          | Pas de tournoi | Pas de tournoi | Pas de tournoi | Pas de tournoi      | Pas de tournoi       | Pas de tournoi | Pas de tournoi |
| 24 | 28-09-2023 | China Open, Pékin       | WTA 1000       | 8 127 389 $    | Dur (ext.)     | Iga Świątek         | Liudmila Samsonova   | 6-2, 6-2       | Tableau        |
| 25 | 25-09-2024 | China Open, Pékin       | WTA 1000       | 8 955 610 $    | Dur (ext.)     | Coco Gauff          | Karolína Muchová     | 6-1, 6-3       | Tableau        |

### Double
| No | Date       | Nom et lieu du tournoi | Catégorie      | Dotation       | Surface        | Vainqueures                               | Finalistes                            | Score             |                |
| -- | ---------- | ---------------------- | -------------- | -------------- | -------------- | ----------------------------------------- | ------------------------------------- | ----------------- | -------------- |
| 1  | 14-02-1994 | Nokia Open Pékin       | Tier IV        | 100 000 $      | Dur (int.)     | Chen Li Ling Li Fang                      | Kerry-Anne Guse Valda Lake            | 6-0, 6-2          | Tableau        |
| 2  | 25-09-1995 | Nokia Open Pékin       | Tier IV        | 107 500 $      | Dur (ext.)     | Claudia Porwik Linda Wild                 | Stephanie Rottier Wang Shi-ting       | 6-1, 6-0          | Tableau        |
| 3  | 14-10-1996 | Nokia Open Pékin       | Tier IV        | 107 500 $      | Dur (int.)     | Naoko Kijimuta Miho Saeki                 | Yuko Hosoki Kazue Takuma              | 7-5, 6-4          | Tableau        |
|    | 1997-1999  | Pas de tournoi         | Pas de tournoi | Pas de tournoi | Pas de tournoi | Pas de tournoi                            | Pas de tournoi                        | Pas de tournoi    | Pas de tournoi |
| 4  | 16-10-2000 | Heineken Open Shanghai | Tier IVa       | 140 000 $      | Dur (ext.)     | Lilia Osterloh Tamarine Tanasugarn        | Rita Grande Meghann Shaughnessy       | 7-5, 6-1          | Tableau        |
| 5  | 08-10-2001 | Kiwi Open Shanghai     | Tier IV        | 140 000 $      | Dur (ext.)     | Liezel Huber Lenka Němečková              | Evie Dominikovic Tamarine Tanasugarn  | 6-0, 7-5          | Tableau        |
| 6  | 09-09-2002 | SVW Polo Open Shanghai | Tier IV        | 140 000 $      | Dur (ext.)     | Anna Kournikova Janet Lee                 | Rika Fujiwara Ai Sugiyama             | 7-5, 6-3          | Tableau        |
| 7  | 15-09-2003 | Polo Open Shanghai     | Tier II        | 585 000 $      | Dur (ext.)     | Émilie Loit Nicole Pratt                  | Ai Sugiyama Tamarine Tanasugarn       | 6-3, 6-3          | Tableau        |
| 8  | 20-09-2004 | China Open Pékin       | Tier II        | 585 000 $      | Dur (ext.)     | Emmanuelle Gagliardi Dinara Safina        | Gisela Dulko María Vento-Kabchi       | 6-4, 6-4          | Tableau        |
| 9  | 19-09-2005 | China Open Pékin       | Tier II        | 585 000 $      | Dur (ext.)     | Nuria Llagostera Vives María Vento-Kabchi | Yan Zi Zheng Jie                      | 6-2, 6-4          | Tableau        |
| 10 | 18-09-2006 | China Open Pékin       | Tier II        | 600 000 $      | Dur (ext.)     | Virginia Ruano Pascual Paola Suárez       | Anna Chakvetadze Elena Vesnina        | 6-2, 6-4          | Tableau        |
| 11 | 17-09-2007 | China Open Pékin       | Tier II        | 600 000 $      | Dur (ext.)     | Chuang Chia-jung Hsieh Su-wei             | Han Xinyun Xu Yifan                   | 7-63, 6-3         | Tableau        |
| 12 | 22-09-2008 | China Open Pékin       | Tier II        | 600 000 $      | Dur (ext.)     | Anabel Medina Caroline Wozniacki          | Han Xinyun Xu Yifan                   | 6-1, 6-3          | Tableau        |
| 13 | 03-10-2009 | China Open Pékin       | PREMIER*       | 4 500 000 $    | Dur (ext.)     | Hsieh Su-wei Peng Shuai                   | Alla Kudryavtseva Ekaterina Makarova  | 6-3, 6-1          | Tableau        |
| 14 | 02-10-2010 | China Open Pékin       | PREMIER*       | 4 500 000 $    | Dur (ext.)     | Chuang Chia-jung Olga Govortsova          | Gisela Dulko Flavia Pennetta          | 7-62, 1-6, [10-7] | Tableau        |
| 15 | 03-10-2011 | China Open Pékin       | PREMIER*       | 4 500 000 $    | Dur (ext.)     | Květa Peschke Katarina Srebotnik          | Gisela Dulko Flavia Pennetta          | 6-3, 6-4          | Tableau        |
| 16 | 29-09-2012 | China Open Pékin       | PREMIER*       | 4 828 050 $    | Dur (ext.)     | Ekaterina Makarova Elena Vesnina          | Nuria Llagostera Vives Sania Mirza    | 7-5, 7-5          | Tableau        |
| 17 | 28-09-2013 | China Open Pékin       | PREMIER*       | 5 185 625 $    | Dur (ext.)     | Cara Black Sania Mirza                    | Vera Dushevina Arantxa Parra Santonja | 6-2, 6-2          | Tableau        |
| 18 | 27-09-2014 | China Open Pékin       | PREMIER*       | 5 427 105 $    | Dur (ext.)     | Andrea Hlaváčková Peng Shuai              | Cara Black Sania Mirza                | 6-4, 6-4          | Tableau        |
| 19 | 03-10-2015 | China Open Pékin       | PREMIER*       | 4 720 380 $    | Dur (ext.)     | Martina Hingis Sania Mirza                | Chan Hao-ching Chan Yung-jan          | 6-79, 6-1, [10-8] | Tableau        |
| 20 | 01-10-2016 | China Open Pékin       | PREMIER*       | 5 424 394 $    | Dur (ext.)     | Bethanie Mattek-Sands Lucie Šafářová      | Caroline Garcia Kristina Mladenovic   | 6-4, 6-4          | Tableau        |
| 21 | 30-09-2017 | China Open Pékin       | PREMIER*       | 6 381 679 $    | Dur (ext.)     | Chan Yung-jan Martina Hingis              | Tímea Babos Andrea Hlaváčková         | 6-1, 6-4          | Tableau        |
| 22 | 29-09-2018 | China Open Pékin       | PREMIER*       | 6 381 679 $    | Dur (ext.)     | Andrea S. Hlaváčková Barbora Strýcová     | Gabriela Dabrowski Xu Yifan           | 4-6, 6-4, [10-8]  | Tableau        |
| 23 | 28-09-2019 | China Open Pékin       | PREMIER*       | 7 430 905 $    | Dur (ext.)     | Sofia Kenin Bethanie Mattek-Sands         | Jeļena Ostapenko Dayana Yastremska    | 6-3, 65-7, [10-7] | Tableau        |
|    | 2020-2022  | Pas de tournoi         | Pas de tournoi | Pas de tournoi | Pas de tournoi | Pas de tournoi                            | Pas de tournoi                        | Pas de tournoi    | Pas de tournoi |
| 24 | 30-09-2023 | China Open Pékin       | WTA 1000       | 8 127 389 $    | Dur (ext.)     | Marie Bouzková Sara Sorribes Tormo        | Chan Hao-ching Giuliana Olmos         | 3-6, 6-0, [10-4]  | Tableau        |
| 25 | 25-09-2024 | China Open Pékin       | WTA 1000       | 8 955 610 $    | Dur (ext.)     | Sara Errani Jasmine Paolini               | Chan Hao-ching Veronika Kudermetova   | 6-4, 6-4          | Tableau        |

## Palmarès messieurs

### Simple
| No | Date       | Nom et lieu du tournoi | Catégorie      | Dotation       | Surface         | Vainqueur            | Finaliste             | Score           |                |
| -- | ---------- | ---------------------- | -------------- | -------------- | --------------- | -------------------- | --------------------- | --------------- | -------------- |
| 1  | 13-10-1980 | , Canton               |                | 50 000 $       | Moquette (int.) | Jimmy Connors        | Eliot Teltscher       | 6-2, 6-4        |                |
|    | 1981-1992  | Pas de tournoi         | Pas de tournoi | Pas de tournoi | Pas de tournoi  | Pas de tournoi       | Pas de tournoi        | Pas de tournoi  | Pas de tournoi |
| 2  | 18-10-1993 | Salem Open, Pékin      | World Series   | 275 000 $      | Moquette (int.) | Michael Chang        | Greg Rusedski         | 7-65, 66-7, 6-4 |                |
| 3  | 17-10-1994 | Salem Open, Pékin      | World Series   | 295 000 $      | Moquette (int.) | Michael Chang        | Anders Järryd         | 7-5, 7-5        |                |
| 4  | 16-10-1995 | Nokia Open, Pékin      | World Series   | 303 000 $      | Moquette (int.) | Michael Chang (3)    | Renzo Furlan          | 7-5, 6-3        |                |
| 5  | 07-10-1996 | Salem Open, Pékin      | World Series   | 303 000 $      | Moquette (int.) | Greg Rusedski        | Martin Damm           | 7-65, 6-4       |                |
| 6  | 29-09-1997 | Nokia Open, Pékin      | World Series   | 303 000 $      | Dur (int.)      | Jim Courier          | Magnus Gustafsson     | 7-610, 3-6, 6-3 |                |
|    | 1998-2003  | Pas de tournoi         | Pas de tournoi | Pas de tournoi | Pas de tournoi  | Pas de tournoi       | Pas de tournoi        | Pas de tournoi  | Pas de tournoi |
| 7  | 13-09-2004 | China Open, Pékin      | Int' Series    | 475 000 $      | Dur (ext.)      | Marat Safin          | Mikhail Youzhny       | 7-64, 7-5       | Tableau        |
| 8  | 12-09-2005 | China Open, Pékin      | Int' Series    | 475 000 $      | Dur (ext.)      | Rafael Nadal         | Guillermo Coria       | 5-7, 6-1, 6-2   | Tableau        |
| 9  | 11-09-2006 | China Open, Pékin      | Int' Series    | 475 000 $      | Dur (ext.)      | Márcos Baghdatís     | Mario Ančić           | 6-4, 6-0        | Tableau        |
| 10 | 10-09-2007 | China Open, Pékin      | Int' Series    | 475 000 $      | Dur (ext.)      | Fernando González    | Tommy Robredo         | 6-1, 3-6, 6-1   | Tableau        |
| 11 | 22-09-2008 | China Open, Pékin      | Int' Series    | 499 000 $      | Dur (ext.)      | Andy Roddick         | Dudi Sela             | 6-4, 66-7, 6-3  | Tableau        |
| 12 | 05-10-2009 | China Open, Pékin      | ATP 500        | 2 100 500 $    | Dur (ext.)      | Novak Djokovic       | Marin Čilić           | 6-2, 7-64       | Tableau        |
| 13 | 04-10-2010 | China Open, Pékin      | ATP 500        | 2 100 000 $    | Dur (ext.)      | Novak Djokovic       | David Ferrer          | 6-2, 6-4        | Tableau        |
| 14 | 03-10-2011 | China Open, Pékin      | ATP 500        | 2 100 000 $    | Dur (ext.)      | Tomáš Berdych        | Marin Čilić           | 3-6, 6-4, 6-1   | Tableau        |
| 15 | 01-10-2012 | China Open, Pékin      | ATP 500        | 2 205 000 $    | Dur (ext.)      | Novak Djokovic       | Jo-Wilfried Tsonga    | 7-64, 6-2       | Tableau        |
| 16 | 30-09-2013 | China Open, Pékin      | ATP 500        | 2 315 250 $    | Dur (ext.)      | Novak Djokovic       | Rafael Nadal          | 6-3, 6-4        | Tableau        |
| 17 | 29-09-2014 | China Open, Pékin      | ATP 500        | 2 500 470 $    | Dur (ext.)      | Novak Djokovic       | Tomáš Berdych         | 6-0, 6-2        | Tableau        |
| 18 | 05-10-2015 | China Open, Pékin      | ATP 500        | 2 700 510 $    | Dur (ext.)      | Novak Djokovic (6)   | Rafael Nadal          | 6-2, 6-2        | Tableau        |
| 19 | 03-10-2016 | China Open, Pékin      | ATP 500        | 2 916 550 $    | Dur (ext.)      | Andy Murray          | Grigor Dimitrov       | 6-2, 7-62       | Tableau        |
| 20 | 02-10-2017 | China Open, Pékin      | ATP 500        | 3 028 080 $    | Dur (ext.)      | Rafael Nadal (2)     | Nick Kyrgios          | 6-2, 6-1        | Tableau        |
| 21 | 01-10-2018 | China Open, Pékin      | ATP 500        | 3 401 860 $    | Dur (ext.)      | Nikoloz Basilashvili | Juan Martín del Potro | 6-4, 6-4        | Tableau        |
| 22 | 30-09-2019 | China Open, Pékin      | ATP 500        | 3 515 225 $    | Dur (ext.)      | Dominic Thiem        | Stéfanos Tsitsipás    | 3-6, 6-4, 6-1   | Tableau        |
|    | 2020-2022  | Pas de tournoi         | Pas de tournoi | Pas de tournoi | Pas de tournoi  | Pas de tournoi       | Pas de tournoi        | Pas de tournoi  | Pas de tournoi |
| 23 | 28-09-2023 | China Open, Pékin      | ATP 500        | 3 633 875 $    | Dur (ext.)      | Jannik Sinner        | Daniil Medvedev       | 7-62, 7-62      | Tableau        |
| 24 | 26-09-2024 | China Open, Pékin      | ATP 500        | 3 720 165 $    | Dur (ext.)      | Carlos Alcaraz       | Jannik Sinner         | 6-7, 6-4, 7-63  | Tableau        |

### Double
| No | Date       | Nom et lieu du tournoi | Catégorie      | Dotation       | Surface         | Vainqueurs                         | Finalistes                           | Score              |                |
| -- | ---------- | ---------------------- | -------------- | -------------- | --------------- | ---------------------------------- | ------------------------------------ | ------------------ | -------------- |
| 1  | 13-10-1980 | , Canton               |                | 50 000 $       | Moquette (int.) | Ross Case Jaime Fillol             | Andy Kohlberg Larry Stefanki         | 6-2, 7-6           |                |
|    | 1981-1992  | Pas de tournoi         | Pas de tournoi | Pas de tournoi | Pas de tournoi  | Pas de tournoi                     | Pas de tournoi                       | Pas de tournoi     | Pas de tournoi |
| 2  | 18-10-1993 | Salem Open, Pékin      | World Series   | 275 000 $      | Moquette (int.) | Paul Annacone Doug Flach           | Jacco Eltingh Paul Haarhuis          | 7-6, 6-3           |                |
| 3  | 17-10-1994 | Salem Open, Pékin      | World Series   | 295 000 $      | Moquette (int.) | Tommy Ho Kent Kinnear              | David Adams Andreï Olhovskiy         | 7-6, 6-3           |                |
| 4  | 16-10-1995 | Nokia Open, Pékin      | World Series   | 303 000 $      | Moquette (int.) | Tommy Ho (2) Sébastien Lareau      | Dick Norman Fernon Wibier            | 7-6, 7-6           |                |
| 5  | 07-10-1996 | Salem Open, Pékin      | World Series   | 303 000 $      | Moquette (int.) | Martin Damm Andreï Olhovskiy       | Patrik Kühnen Gary Muller            | 6-4, 7-5           |                |
| 6  | 29-09-1997 | Nokia Open, Pékin      | World Series   | 303 000 $      | Dur (int.)      | Mahesh Bhupathi Leander Paes       | Jim Courier Alex O'Brien             | 7-5, 7-6           |                |
|    | 1998-2003  | Pas de tournoi         | Pas de tournoi | Pas de tournoi | Pas de tournoi  | Pas de tournoi                     | Pas de tournoi                       | Pas de tournoi     | Pas de tournoi |
| 7  | 13-09-2004 | China Open, Pékin      | Int' Series    | 475 000 $      | Dur (ext.)      | Justin Gimelstob Graydon Oliver    | Alex Bogomolov Taylor Dent           | 4-6, 6-4, 7-66     | Tableau        |
| 8  | 12-09-2005 | China Open, Pékin      | Int' Series    | 475 000 $      | Dur (ext.)      | Justin Gimelstob (2) Nathan Healey | Dmitri Toursounov Mikhail Youzhny    | 4-6, 6-3, 6-2      | Tableau        |
| 9  | 11-09-2006 | China Open, Pékin      | Int' Series    | 475 000 $      | Dur (ext.)      | Mahesh Bhupathi (2) Mario Ančić    | Michael Berrer Kenneth Carlsen       | 6-4, 6-3           | Tableau        |
| 10 | 10-09-2007 | China Open, Pékin      | Int' Series    | 475 000 $      | Dur (ext.)      | Rik De Voest Ashley Fisher         | Chris Haggard Lu Yen-hsun            | 63-7, 6-0, [10-6]  | Tableau        |
| 11 | 22-09-2008 | China Open, Pékin      | Int' Series    | 499 000 $      | Dur (ext.)      | Stephen Huss Ross Hutchins         | Ashley Fisher Bobby Reynolds         | 7-5, , 6-4         | Tableau        |
| 12 | 05-10-2009 | China Open, Pékin      | ATP 500        | 2 100 500 $    | Dur (ext.)      | Bob Bryan Mike Bryan               | Mark Knowles Andy Roddick            | 6-4, 6-2           | Tableau        |
| 13 | 04-10-2010 | China Open, Pékin      | ATP 500        | 2 100 000 $    | Dur (ext.)      | Bob Bryan Mike Bryan               | Mariusz Fyrstenberg Marcin Matkowski | 6-1, 7-65          | Tableau        |
| 14 | 03-10-2011 | China Open, Pékin      | ATP 500        | 2 100 000 $    | Dur (ext.)      | Michaël Llodra Nenad Zimonjić      | Robert Lindstedt Horia Tecău         | 7-62, 7-64         | Tableau        |
| 15 | 01-10-2012 | China Open, Pékin      | ATP 500        | 2 205 000 $    | Dur (ext.)      | Bob Bryan (3) Mike Bryan (3)       | Carlos Berlocq Denis Istomin         | 6-3, 6-2           | Tableau        |
| 16 | 30-09-2013 | China Open, Pékin      | ATP 500        | 2 315 250 $    | Dur (ext.)      | Max Mirnyi Horia Tecău             | Fabio Fognini Andreas Seppi          | 6-4, 6-2           | Tableau        |
| 17 | 29-09-2014 | China Open, Pékin      | ATP 500        | 2 500 470 $    | Dur (ext.)      | Jean-Julien Rojer Horia Tecău (2)  | Julien Benneteau Vasek Pospisil      | 67-7, 7-5, [10-5]  | Tableau        |
| 18 | 05-10-2015 | China Open, Pékin      | ATP 500        | 2 700 510 $    | Dur (ext.)      | Vasek Pospisil Jack Sock           | Daniel Nestor Édouard Roger-Vasselin | 3-6, 6-3, [10-6]   | Tableau        |
| 19 | 03-10-2016 | China Open, Pékin      | ATP 500        | 2 700 510 $    | Dur (ext.)      | Pablo Carreño-Busta Rafael Nadal   | Jack Sock Bernard Tomic              | 6-7, 6-2, [10-8]   | Tableau        |
| 20 | 02-10-2017 | China Open, Pékin      | ATP 500        | 3 028 080 $    | Dur (ext.)      | Henri Kontinen John Peers          | John Isner Jack Sock                 | 6-3, 3-6, [10-7]   | Tableau        |
| 21 | 01-10-2018 | China Open, Pékin      | ATP 500        | 3 401 860 $    | Dur (ext.)      | Łukasz Kubot Marcelo Melo          | Oliver Marach Mate Pavić             | 6-1, 6-4           | Tableau        |
| 22 | 30-09-2019 | China Open, Pékin      | ATP 500        | 3 515 225 $    | Dur (ext.)      | Ivan Dodig Filip Polášek           | Łukasz Kubot Marcelo Melo            | 6-3, 7-64          | Tableau        |
|    | 2020-2022  | Pas de tournoi         | Pas de tournoi | Pas de tournoi | Pas de tournoi  | Pas de tournoi                     | Pas de tournoi                       | Pas de tournoi     | Pas de tournoi |
| 23 | 28-09-2023 | China Open, Pékin      | ATP 500        | 3 633 875 $    | Dur (ext.)      | Ivan Dodig Austin Krajicek         | Wesley Koolhof Neal Skupski          | 612-7, 6-3, [10-5] | Tableau        |
| 24 | 26-09-2024 | China Open, Pékin      | ATP 500        | 3 720 165 $    | Dur (ext.)      | Simone Bolelli Andrea Vavassori    | Harri Heliövaara Henry Patten        | 4-6, 6-3, [10-5]   | Tableau        |